# Responsividade
Responsividade, na psicologia, refere-se a atitudes compreensivas que visam, através do apoio emocional e da bidirecionalidade na comunicação, favorecer o desenvolvimento da autonomia e da autoafirmação.
Maccoby e Martin (1983) propõem uma tipologia de estilos parentais definida a partir dessas duas dimensões. Pais com elevada responsividade e exigência são classificados como autoritativos; já aqueles que apresentam baixa responsividade e exigência são tidos como negligentes. Pais muito responsivos mas pouco exigentes são categorizados como indulgentes, enquanto os muito exigentes e pouco responsivos são tidos como autoritários.
Uma pesquisa com adolescentes em Porto Alegre revelou que a exigência materna percebida foi maior do que a paterna entre adolescentes de ambos os sexos, mas as garotas perceberam níveis de exigência (materna e paterna) mais altos do que os garotos. A responsividade materna observada foi superior à paterna para ambos os sexos, porém as mulheres atribuíram escores de responsividade mais altos às suas mães do que os homens. Não houve diferenças entre os sexos quanto ao nível de responsividade paterna. A proporção de estilos parentais observada nesta amostra foi 13,3% (autoritário), 36,7% (autoritativo), 14,5% (indulgente) e 35,5% (negligente), sugerindo que nossa cultura não é tão permissiva quanto se supõe usualmente.
No ano 2000, a Organização Mundial de Saúde – OMS introduziu nas pesquisas de avaliação em saúde o conceito de "responsividade" dos sistemas de saúde substituindo satisfação com a intenção de analisar também se o consumidor de serviços de saúde está sendo atendido com respeito a sua autonomia, dignidade, confidencialidade e apoio social.  Assim, para a OMS responsividade envolve respeitar as necessidades do consumidor e orientar o serviço para melhor atendê-lo. 
De forma semelhante, na ciência política, responsividade diz respeito a quanto as ações governamentais atendem às expectativas e demandas da população.